# Onthophagus doriae
Onthophagus doriae là một loài bọ cánh cứng trong họ Bọ hung (Scarabaeidae).